# Glodalica
Glodalica je ime za alatnu mašinu koja služi za izradu materijala. S obzirom na orijentaciju vretena glodalice se dele na: horizontalne i vertikalne. Po veličini glodalice se dele na manje koje se mogu koristiti na stolu, do onih većih koje su veličine sobe. Glodalicama se može upravljati automatski i ručno. Automatsko upravljanje može biti digitalno korišćenjem računara ili mehaničko. Glavno kretanje kod glodalica je rotaciono.
Posle struganja, glodanje je najvažniji postupak obrade metala. Glodanje je takav postupak kod kojeg alat vrši glavno kretanje. Tim postupkom možemo obraditi zupčanike, ravne ploče, navoje... Pomoćno kretanje kod glodanja je pod uglom u odnosu na osu rotacije alata i obavlja ga obradak ili alat. Zato je glodanje složenija operacija od bušenja i struganja zbog većeg broja oštrica.
Glodalo služi za raznu upotrebu obrade materijala. Na primer služi za: rezanje navoja, izradu džepova, zupčanika, za izrezivanje, urezivanje, poravnanje itd. Zbog toga postoje glodala različitih dimenzija.

## Vrste glodalica
Prema položaju glavnog vretena glodalice se dele na horizontalne i vertikalne.

### Vertikalna glodalica
Vertikalna glodalica se izvodi tako da joj glodalo stoji vertikalno, dok je ostali deo mašine jednak horizontalnoj glodalici. Služe za profilno glodanje, glodanje kanala, čeono glodanje.

### Horizontalna glodalica
Horizontalna glodalica ili drugačije konzolna glodalica. Služi za obodno glodanje. Glodalo ulazi u horizontalno vratilo i vrši glavno kretanje. Pomoćno kretanje obavlja obradak, koji je stegnut na radnom stolu.

### Univerzalna glodalica
Univerzalna glodalica izgleda slično kao i horizontalna glodalica. Razlika je u tome što ima radni sto koji se osim uzdužno, može kretati i poprečno oko ose. Ugradnjom utora postiže se poprečno kretanje.

### Planska glodalica
Planska glodalica spada u podgrupu horizontalnih glodalica. Visoke je produktivnosti i krute konstrukcije. Ime je dobila jer se na njoj često glodaju ravne ploče. Radni sto kod planske glodalice se može kretati samo uzdužno.

### CNC Glodalica
CNC ili (engl. Computer Numerical Control) je glodalica kojom se može upravljati računarskim putem. Kod takvih mašina postoji višeosno upravljanje, pomoću koga je moguće napraviti složenije obratke.

## Glodanje
Posle struganja, glodanje je najvažniji postupak obrade metala. Glodanje je takav postupak kod kojeg alat vrši glavno kretanje. Tim postupkom možemo obraditi zupčanike, ravne ploče, navoje... Pomoćno kretanje kod glodanja je pod uglom u odnosu na osu rotacije alata i obavlja ga obradak ili alat. Zato je glodanje složenija operacija od bušenja i struganja zbog većeg broja oštrica.

### Podela glodanja
Kombinacijom pomoćnog i glavnog kretanja, glodanje se deli na čeono i obodno. Prema proizvedenom kvalitetu obrađene površine na: grubo, fino i završno glodanje. Prema obliku obrađene površine na: ravno, okretno, profilno i oblikovano.

#### Čeono glodanje
Čeonim glodanjem skidaju se čestice materijala zupcima koji su smešteni na čelu glodala. Može biti asimetrično i simetrično. Asimetrično glodanje ima trag alata koji je manji od pomeraja glodala, dok kod simetričnog glodanja alat obrađuje celom širinom noža. Prstasta glodala osim kod čeonog poravnavanja koriste se kod obrade džepova, profila, utora itd.

#### Obodno glodanje
Obodno glodanje može biti razgranato i kružno glodanje.
Kod obodnog razgranatog glodanja skidanje čestica se obavlja obodom glodala koje izvodi glavno kretanje. Razgranato glodanje se deli na:
- Suprotno glodanje – rotacija alata je u suprotnom smeru od smera posmaka. Strugotina se stvara od manjeg prema većem preseku. Sile koje nastaju prilikom suprotnog glodanja mogu izbiti obradak iz stege.
- Istosmerno glodanje – rotacija alata je u istom smeru kao i smer posmaka. Strugotina se stvara od većeg prema manjem preseku. Sile koje nastaju prilikom ovog glodanja su nadole.

Kod obodnog kružnog kretanja skidanje čestica se obavlja obodom glodala koje izvodi glavno kretanje. Kružno glodanje može biti unutrašnje i spoljašnje.